# Palais Abensperg-Traun (Rennweg)
Das Palais Abensperg-Traun war ein Palais an der Ecke Rennweg/Salesianergasse im 3. Wiener Gemeindebezirk Landstraße. 

## Geschichte
Bereits 1780 urkundlich erwähnt, stand das Palais Abensperg-Traun bis 1910 an der Ecke Rennweg und Salesianergasse und wurde dann demoliert. Der dazugehörende Garten wurde bereits ab 1863 schrittweise parzelliert und verbaut.